# CD Cobreloa
Club de Deportes Cobreloa, denumit în mod obișnuit Cobreloa, este un club de fotbal profesionist din Chile, cu sediul în Calama regiunea Antofagasta. În prezent echipa evoluează în a doua ligă chiliană.

## Palmares
| Campionatul Național | Cupa Națională                                                             | Cupa Națională | Cupa Națională |
| - Campionat - titluri (8) : - Campioni : 1980, 1982, 1985, 1988, 1992, 2003 (Apertura), 2003 (Clasura), 2004 (Clasura). - Locul 2 : 1978, 1979, 1981, 1983, 1993, 2000, 2004 (Apertura), 2011 (Clasura) | - Cupa - trofee (1) : - Câștigători : 1986. - Finalistă : 1991, 1993, 1995 |                |                |